# Zamek w Carlisle
Zamek w Carlisle (ang. Carlisle Castle) – zamek położony w mieście Carlisle, w hrabstwie Kumbria, w północno-zachodniej Anglii, niedaleko ruin Muru Hadriana. Jest to jeden z najbardziej znanych zamków w regionie, służący zarówno celom obronnym, jak i rezydencjonalnym przez ponad dziewięć wieków. W 1950 roku, zamek został otwarty dla publiczności i jest obecnie zarządzany przez English Heritage. Atrakcje obejmują wystawy historyczne, spacery po murach i możliwość zwiedzania wież.

## Historia
Zamek został zbudowany na rozkaz syna Wilhelma Zdobywcy, Wilhelma II w 1092 roku, w miejscu wcześniejszego rzymskiego fortu zbudowanego w 72 roku. Struktura miała na celu umocnienie kontroli nad tym północnym regionem Anglii oraz ochronę przed inwazjami ze strony Szkocji. W 1122 roku, następca Wilhelma Henryk I zlecił budowę murów i wież obronnych. W średniowieczu, zamek był częstą areną konfliktów między Anglią a Szkocją. Był wielokrotnie oblegany i przechodził z rąk do rąk. W 1315 roku, zamek został zdobyty przez Roberta Bruce'a, króla Szkotów. W okresie wojen domowych w Anglii, zamek służył jako baza dla rojalistów. Po wojnie został przejęty przez rząd i zaczął służyć jako więzienie i koszary.